# 使番
使番（つかいばん）とは、江戸幕府および諸藩の職名。古くは使役（つかいやく）とも称した。その由来は戦国時代において、戦場において伝令や監察、敵軍への使者などを務めた役職である。これがそのまま江戸幕府や諸藩においても継承された。

## 江戸幕府における使番
若年寄の支配に属し、役料500石・役高は1,000石・布衣格・菊之間南際襖際詰であった。
元和3年（1617年）に定制化されたが、その後島原の乱以外に大規模な戦乱は発生せず、目付とともに遠国奉行や代官などの遠方において職務を行う幕府官吏に対する監察業務を担当することとなる。
以後は国目付・諸国巡見使としての派遣、二条城・大坂城・駿府城・甲府城などの幕府役人の監督、江戸市中火災時における大名火消・定火消の監督などを行った。
定員は元和期には28名を定員とした（25名説もある）が、次第に増員されて文化年間には50名前後、幕末に入ると一気に急増して最大で112名に達した。そのため、慶応2年（1866年）に定員を半分の56名に削減し、翌年には役料を1,000石以上には金500両、以下にはその半分と改めた。
なお、大奥にはこれとは別個に御台所や大奥の上臈と役人との連絡にあたる「御使番」が設置されている。